# Paul Hamilton Hume White
Paul Hamilton Hume White (* 26. Februar 1910 in Bowral, New South Wales; † 21. Dezember 1992 in Sydney) war ein australischer Missionar, Evangelist, Arzt, Radioprogrammmoderator und Autor.

## Leben
White wurde 1910 in Bowral, New South Wales, geboren. Nach dem Medizinstudium an der University of Sydney heiratete er 1936 Beatrice Mary Bellingham (1911–1970). Gemeinsam reisten sie 1938 als Missionare der Church Missionary Society (CMS) in das Tanganjika-Territorium (heute Teil von Tansania), wo White ein Krankenhaus in der Mvumi Mission gründete, das das Krankenhaus in Kilimatinde als Hauptmedizinisches Zentrum der CMS-Mission ersetzte.
White folgte Cyril Wallace 1939 als medizinischer Sekretär der Diözese Zentral Tanganyika. 1941 musste White nach nur zwei Jahren Missionsarbeit aufgrund einer Erkrankung seiner Frau nach Australien zurückkehren. Auf der Überfahrt entwickelte er ein Furunkel. Unfähig, an der Unterhaltung an Bord teilzunehmen, begann er, sein erstes Buch zu schreiben: das Missionsbuch, Doctor of Tanganyika, in dem White veranschaulicht, wie die Missionsarbeit in Tanganyika mit den lokalen Chagga durchgeführt wurde.
Nach seiner Rückkehr nach Australien schrieb White das Buch Jungle Doctor – den ersten Band in einer umfangreichen Serie mit dem gleichen Namen, die in mehr als 80 Sprachen übersetzt wurde. Zur gleichen Zeit begann er seine Radiosendung Jungle Doctor, die er 25 Jahre lang moderierte. Wiederkehrendes Thema seiner Bücher ist Afrika und die afrikanische Folklore sowie missionarische Abenteuer. Viele von Whites Geschichten beinhalten moralischen Unterricht. Sie erzählen von chirurgischen Operationen in freier Wildbahn mit der grundlegendsten Ausrüstung und den sehr bunten Menschen Afrikas, einschließlich seines Freundes Daudi (David) Matama, und schlagen ziemlich oft gegen die Hexendoktoren des Dorfes an, die sich auf schwarze Magie verließen, um an die Macht zu gewinnen. Mehrere Geschichten sind Geschichten vom guten Sieg gegen das Böse. Obwohl die Geschichten Fiktion sind, basieren sie auf Whites eigenen Erfahrungen.
Die Originalausgaben wurden von Graham Wade illustriert, der auch Jungle-Doctor-Comics produzierte. White verfasste dann sechs „Fabel“-Bücher in Form des traditionellen afrikanischen „Rund-the-Fire“-Storytellings, das christlichen Moralunterricht beinhaltete: Jungle Doctor’s Fables, Jungle Doctor’s Tug of War, Jungle Doctor’s Monkey Tales, Jungle Doctor’s Hippo Happenings, Jungle Doctor’s Rhino Rumblings und Jungle Doctor Meets Mongoose.
Einige der Jungle-Doctor-Geschichten wurden in den 1960er Jahren als Hörbücher veröffentlicht, wobei White sie selbst einlas.
Neben den wegweisenden christlichen Medien in Form von Radio und Fernsehen in Australien war White in der Studentenevangelisation aktiv, und wird die Wiederbelebung evangelikaler christlicher Studentengruppen in Australien nach dem Zweiten Weltkrieg zugeschrieben. Er wurde 1943 Generalsekretär der Intervarsity Fellowship. Er war ab 1978 der erste Vorsitzende von African Enterprise Australia. White praktizierte in Teilzeit bis zu seinem Tod auch weiterhin als Arzt.
White starb am 21. Dezember 1992 im Alter von 82 Jahren an den Folgen eines Herzinfarkts. Er ist begraben in St. Simon & St. Jude, der anglikanischen Kirche in Bowral.
Viele seiner Bücher wurden auch ins Deutsche und viele andere Sprachen übersetzt.